# Pawel Dmitrijewitsch Tschuiko
Pawel Dmitrijewitsch Tschuiko (russisch Павел Дмитриевич Чуйко; * 18. September 1979) ist ein russischer Skeletonsportler.
Pawel Tschuiko lebt in Jekaterinburg. Sein erstes internationales Rennen bestritt er 2008 in Winterberg, wo er 19. wurde. Noch im selben Monat, vier Rennen später, erreichte er als Zehntplatzierter seine erste Top-Ten-Platzierung. Im Januar des folgenden Jahres wurde er Sechster und kam damit erstmals auf eine einstellige Platzierung. Dazwischen lag die Teilnahme an der Junioren-Weltmeisterschaft 2009 am Königssee, bei der Tschuiko Zehnter wurde. Zum Auftakt der Saison 2009/10 verpasste der Russe als Viertplatzierter knapp eine erst Podestplatzierung. Zwei Rennen später wurde er in Altenberg hinter Alexander Kröckel und Christian Baude Dritter. In den ersten sechs der acht Saisonrennen kam Tschuiko auf einstellige Ränge, die beiden letzten Rennen beendete er auf den Plätzen elf und zwölf. In der Gesamtwertung wurde der Russe Fünfter. Die Saison 2010/11 begann er im Skeleton-America’s-Cup. In beiden Rennen verpasste er als Zweitplatzierter hinter Alexander Kröckel erste Siege. Danach rückte er in den Skeleton-Intercontinentalcup auf und wurde zum Saisonauftakt in Winterberg 18. Im weiteren Saisonverlauf konnte er sich in den folgenden drei Rennen bis auf den 13. Platz verbessern. Dennoch stieg er Ende 2010 wieder in den Europacup ab.